# Јасмина Меденица
Јасмина Меденица (Приштина, 13. новембар 1964) српска је фолк певачица и глумица. Публика је памти по улози лепе певачице Јелене у серијалу филмова о Секули, посебно филму Секула и његове жене. Иза себе има три албума и пет улога на филму. Дуги низ година је живела у Лос Анђелесу и једно време радила као модел. Била је учесница и финалисткиња шесте сезоне ријалити-шоуа Фарма, а заузела је четврто место.

## Дискографија
- Волим, волим, 1987.
- Ера, Србијанац, 1989.
- Чигра (Ја сам срећна), 1991.

Године 2015. се вратила у Србију и објавила синглове Узми мој број, Сузе моје по улици Београда, и Кармин на крагни за које је сама написала музику и текст, као и римејк песме Лела Врањанка. За песме Узми мој број и Кармин на крагни снимила је и спотове у Лос Анђелесу.

## Филмографија
- Шећерна водица, 1983.
- Томбола, 1985.
- Секула и његове жене, 1986.
- Ортаци, 1988.
- Секула се опет жени, 1991.

Јасмина се појавила у неколико спотова песама југословенског певача Сенада Нухановића.